# كنود بورج مارتينسن
كنود بورج مارتينسن (30 نوفمبر 1905 – 25 يونيو 1949) كان ضابطًا دنماركيًا والقائد الثالث لفيلق الدنمارك الحر.

## سيرة شخصية
ولد كنود بورج مارتينسن في ساندفيدي عام 1905، وهو ابن الخياط هانز كريستيان مارتينسن وزوجته أوتيليا ماري بولسن. أصبح جنديًا في عام 1928. بعد عشر سنوات فقط من الخدمة، أصبح ضابطًا برتبة نقيب. في عام 1940 كان يحضر دورة هيئة الأركان العامة في قصر فريدريكسبرج وكان يتطلع إلى مهنة واعدة.
كان احتلال الدنمارك في 9 أبريل 1940 صدمة كبيرة له، ولكن في 26 أبريل 1940 انضم إلى حزب العمال الوطني الدنماركي الدنماركي (DNSAP) وشارك في العديد من المظاهرات في زيه العسكري وانتهى بوضع نقطة سوداء في أوراقه العسكرية لذلك حرم من التقدم الوظيفي. استقال مارتينسن وانضم إلى فافن إس إس وقاد السرية الثانية لفيلق الدنمارك الحر تحت قيادة Christian Peder Kryssing والسرية الرابعة بقيادة Christian Frederik von Schalburg. في الواقع، كان مارتينسن قائدًا مؤقتًا لفيلق الدنمارك بين استقالة كريسينج وتعيين فون شالبرج.
في 28 يوليو 1943، غادر مارتينسن قيادته وعاد إلى الدنمارك لإنشاء وقيادة فرقة شلبرغ كوحدة تابعة لفافن-اس اس. في أكتوبر 1944، أعفي مارتينسن من منصبه ثم اعتقل وسُجن في سجن لغيستابو في برلين. في وقت لاحق تم نقله إلى الشرطة الأمنية الألمانية حيث هرب وعاد إلى الدنمارك.
في 5 أيار / مايو 1945، قُبض على مارتينسن في منزله لانتسابه في فيلق شلبورغ والقيام بعمليتي قتل. كانت إحدى عمليات القتل هي إطلاق النار في مارس 1944 في مقر فيلق شلبورغ على أحد زملائه الأعضاء، فريتز هنينج توني فون إيغرز،  الذي اعتقد مارتنسن أنه ارتكب الزنا مع زوجته.
حُكم عليه بالإعدام، وفي 25 يونيو 1949 في تمام الساعة 01:00 أعدم رمياً بالرصاص في كوبنهاجن.

## تواريخ الرتب
تواريخ الرتب: 
| مرتبة                | مكون                   | تاريخ          |
| -------------------- | ---------------------- | -------------- |
| ملازم أول            | الجيش الملكي الدنماركي | 1 نوفمبر 1933  |
| الكابتن ملازم أول    | الجيش الملكي الدنماركي | 1 أبريل 1939   |
| إس إس- هاوبستورمفيرر | افن-SS                 | 1 مايو 1942    |
| SS- شتورمانفهرر      | فافن إس إس             | 21 يونيو 1942  |
| SS- أوبرستورمبانفورر | فافن إس إس             | 18 فبراير 1943 |

## قائمة المراجع
- Martinsen, K.B. Frikorps Danmarks Kampe [The Battles of Free Corps Denmark] (بالدنماركية). Forlaget 1944. 38 pages.